# Mathias Berthold
Mathias Berthold (* 18. Mai 1965 in Gargellen) ist ein ehemaliger österreichischer Skirennläufer und heutiger Trainer. Er gewann 1985 die Slalomwertung im Europacup und erreichte einen Podestplatz im Weltcup. 1993 wurde er Profi-Weltmeister im Slalom. Seit 1996 ist Berthold als Trainer tätig, von 2010 bis 2014 als Cheftrainer des österreichischen Herrenteams, von 2014 bis 2019 war er Cheftrainer des deutschen Herrenteams. Seither ist er als Mentalcoach, unter anderem für Fußballvereine, tätig.

## Biografie
Berthold besuchte die Skihauptschule in Schruns und die Skihandelsschule in Stams. 1979 wurde er Österreichischer Schülermeister im Riesenslalom und in der Kombination und 1983 Österreichischer Jugendmeister im Slalom. Im Europacup startete der Vorarlberger ab der Saison 1983/84 und konnte in diesem Winter auch gleich sein erstes Rennen, den Slalom von Pamporowo, gewinnen. In der nächsten Saison feierte er zwei weitere Siege in den Slaloms am Corno alle Scale und in Savognin und wurde jeweils Zweiter in den beiden Slaloms von Garmisch-Partenkirchen. Er gewann damit die Slalomwertung und belegte Platz sieben in der Gesamtwertung.
Seinen ersten Start im Weltcup hatte Berthold am 16. Februar 1985 im Slalom von Kranjska Gora, wo er auf Anhieb den elften Platz erreichte. Im Winter 1985/86 kam er siebenmal unter die schnellsten fünfzehn. Bestes Resultat war der neunte Rang im Slalom von Parpan. In der Saison 1986/87 konnte er sich weiter steigern, belegte im Dezember in Kranjska Gora Rang sechs und erreichte am 25. Jänner im Slalom von Kitzbühel, nur acht Hundertstelsekunden hinter dem Sieger Bojan Križaj, den zweiten Platz und damit sein bestes Weltcupergebnis. Zwei Wochen später kam Berthold bei den Weltmeisterschaften in Crans-Montana aber nur auf den 16. Slalomrang. Zu Saisonende sicherte er sich mit Platz fünf in Sarajevo den sechsten Platz im Slalomweltcup.
In der Saison 1987/88 konnte Berthold seine Vorjahresergebnisse nicht wiederholen. Bestes Resultat war Platz acht im Slalom von Kranjska Gora, weitere dreimal fuhr er unter die besten fünfzehn. An den Olympischen Winterspielen konnte er daher nicht teilnehmen. Im nächsten Winter fuhr er lediglich im ersten Saisonslalom in Sestriere in die Punkteränge. Zu Beginn der Saison 1989/90 kam er in den Nordamerikarennen wieder dreimal unter die besten zehn, erstmals auch im Riesenslalom. Danach schaffte er es aber nicht mehr in die Weltcuppunkteränge und er beendete seine Karriere bei den Amateuren. Von 1991 bis 1996 startete Berthold mit großem Erfolg in der U.S. Pro-Ski Tour. Er feierte fünf Siege, fuhr über 30 Mal auf das Podest und belegte zweimal den dritten Platz in der Gesamtwertung. Er wurde 1993 Profiweltmeister im Slalom und gewann 1991 und 1993 in der Kombination sowie 1996 im Slalom die Bronzemedaille bei den Profi-Weltmeisterschaften.
Nach seiner aktiven Karriere wurde Berthold Trainer. Zunächst arbeitete er zwei Jahre in Großbritannien, ehe er im Herbst 1998 für vier Jahre Slalom- und Riesenslalomtrainer der österreichischen Damenmannschaft wurde. Im Winter 2002/03 war Berthold Techniktrainer der US-Damen und ab 2003 trainierte er die Technikerinnen im Deutschen Skiverband. 2006 wurde er Cheftrainer der deutschen Ski-Damen, mit denen er bei den Olympischen Winterspielen 2010 drei Goldmedaillen gewinnen konnte. Am 22. März 2010 gab ÖSV-Präsident Peter Schröcksnadel bekannt, dass Berthold als Nachfolger Toni Gigers ab der Saison 2010/11 den Posten des österreichischen Herren-Cheftraines übernehmen wird. Von 3. Oktober 2010 bis 2014 war er als Cheftrainer beim ÖSV tätig. Am 7. April 2014 teilte dieser mit, er werde zukünftig als Herren-Cheftrainer des DSV arbeiten, er löst damit Karlheinz Waibel ab. 
Im Jahr 2019 wechselte Berthold in den Bereich des Profi-Fußballs. Damir Canadi holte ihn Berthold in diesem Jahr als Mentalcoach zum 1. FC Nürnberg. Seit Sommer 2020 ist Berthold als Motivations- und Mentalcoach beim SK Sturm Graz tätig.
Sein 1991 geborener Sohn Frederic war ebenfalls Skirennläufer und ist seit der Saison 2018/19 als Skicrosser des ÖSV aktiv.

## Erfolge

### Weltmeisterschaften
- Crans-Montana 1987: 16. Slalom

### Weltcup
- Saison 1986/87: 6. Slalomwertung
- Ein Podestplatz, weitere neun Platzierungen unter den besten zehn

### Europacup
- Saison 1984/85: 7. Gesamtwertung, 1. Slalom
- Saison 1986/87: 6. Slalom
- Saison 1988/89: 6. Gesamtwertung, 5. Riesenslalom
- Sechs Siege und zwei zweite Plätze

### Profirennen

#### Weltmeisterschaften
- Squaw Valley 1991: 3. Kombination
- Aspen 1993: 1. Slalom, 3. Kombination
- Aspen 1996: 3. Slalom

#### US Pro-Tour
- Saison 1991: 5. Gesamtwertung
- Saison 1992: 3. Gesamtwertung
- Saison 1993: 3. Gesamtwertung
- Saison 1994: 5. Gesamtwertung
- Fünf Siege, weitere 31 Podestplätze